# Wereldkampioenschappen schaatsen afstanden 2025
De wereldkampioenschappen schaatsen afstanden 2025 werden gehouden van 13 tot en met 16 maart 2025 in het Vikingskipet, de Olympische schaatshal van 1994, in Hamar, Noorwegen.
Het was de 24e editie van de WK afstanden.

## Toewijzing
De volgende plaatsen/ijsbanen hadden een bid ingediend om het WK afstanden 2025 te mogen organiseren:
| Land      | Plaats              | IJsbaan                       | Capaciteit | Datum                    |
| --------- | ------------------- | ----------------------------- | ---------- | ------------------------ |
| China     | Peking              | National Speed Skating Oval   | 12.000     | 27 februari–2 maart 2025 |
| Duitsland | Inzell              | Max Aicher Arena              | 5.200      | 20–23 februari 2025      |
| Noorwegen | Hamar               | Vikingskipet                  | 8.578      | 27 februari–2 maart 2025 |
| Polen     | Tomaszów Mazowiecki | Ice Arena Tomaszów Mazowiecki | 2.600      | 27 februari–2 maart 2025 |

## Medaillewinnaars

### Vrouwen
| Onderdeel     | Kampioen               | Tweede                    | Derde                  |
| ------------- | ---------------------- | ------------------------- | ---------------------- |
| 500 m         | Femke Kok              | Jutta Leerdam             | Kim Min-sun            |
| 1000 m        | Miho Takagi            | Femke Kok                 | Jutta Leerdam          |
| 1500 m        | Joy Beune              | Antoinette Rijpma-de Jong | Mei Han                |
| 3000 m        | Joy Beune              | Martina Sáblíková         | Merel Conijn           |
| 5000 m        | Francesca Lollobrigida | Ragne Wiklund             | Merel Conijn           |
| Massastart    | Marijke Groenewoud     | Ivanie Blondin            | Francesca Lollobrigida |
| Teamsprint    | Nederland              | Canada                    | Polen                  |
| Achtervolging | Nederland              | Japan                     | Canada                 |

### Mannen
| Onderdeel     | Kampioen          | Tweede              | Derde               |
| ------------- | ----------------- | ------------------- | ------------------- |
| 500 m         | Jenning de Boo    | Jordan Stolz        | Cooper McLeod       |
| 1000 m        | Joep Wennemars    | Jenning de Boo      | Jordan Stolz        |
| 1500 m        | Peder Kongshaug   | Jordan Stolz        | Connor Howe         |
| 5000 m        | Sander Eitrem     | Beau Snellink       | Vladimir Semirunniy |
| 10.000 m      | Davide Ghiotto    | Vladimir Semirunniy | Metoděj Jílek       |
| Massastart    | Andrea Giovannini | Lee Seung-hoon      | Bart Swings         |
| Teamsprint    | China             | Nederland           | Verenigde Staten    |
| Achtervolging | Verenigde Staten  | Italië              | Nederland           |

### Medaillespiegel
| Plaats | Land             | Goud | Zilver | Brons | Totaal |
| 1      | Nederland        | 8    | 6      | 4     | 18     |
| 2      | Italië           | 3    | 1      | 1     | 5      |
| 3      | Noorwegen        | 2    | 1      | 0     | 3      |
| 4      | Verenigde Staten | 1    | 2      | 3     | 6      |
| 5      | Japan            | 1    | 1      | 0     | 2      |
| 6      | China            | 1    | 0      | 1     | 2      |
| 7      | Canada           | 0    | 2      | 2     | 4      |
| 8      | Polen            | 0    | 1      | 2     | 3      |
| 9      | Tsjechië         | 0    | 1      | 1     | 2      |
| 9      | Zuid-Korea       | 0    | 1      | 1     | 2      |
| 11     | België           | 0    | 0      | 1     | 1      |
| Totaal | Totaal           | 16   | 16     | 16    | 48     |